# Реттерат
Реттерат (нем. Retterath) — община в Германии, в земле Рейнланд-Пфальц. 
Входит в состав района Вульканайфель. Подчиняется управлению Кельберг.  Население составляет 351 человек (на 31 декабря 2010 года). Занимает площадь 5,50 км².